# Ocynectes maschalis
Ocynectes maschalis — вид скорпеноподібних риб родини Бабцеві (Cottidae).

## Поширення
Морський, демерсальний вид, що поширений на північному заході Тихого океану біля берегів  Японії,  Південної Кореї та Сахаліну.

## Опис
Рибка сягає завдовжки 10 см.